# Mesotrochalus docilis
Mesotrochalus docilis är en skalbaggsart som beskrevs av Hermann Julius Kolbe 1914. Mesotrochalus docilis ingår i släktet Mesotrochalus och familjen Melolonthidae. Inga underarter finns listade i Catalogue of Life.